# HD 5789/5788
HD 5789 och HD 5788 bildar en dubbelstjärna belägen i den norra delen av stjärnbilden Andromeda. De har en skenbar magnitud av ca 6,06/6,76 och kräver åtminstone en handkikare för att kunna observeras. Baserat på parallax enligt Gaia Data Release 2 på ca 6,6 mas, beräknas de befinna sig på ett avstånd på ca 495 ljusår (ca 152 parsek) från solen. De rör sig bort från solen med en heliocentrisk radialhastighet på ca 4km/s.

## Egenskaper
Båda stjärnorna är blåvita stjärnor i huvudserien, vilket betyder att de för närvarande har fusion av väte till helium i dess kärna. År 2016 hade paret en vinkelseparation på 7,90 bågsekunder vid en positionsvinkel på 195°. Även om båda har en liknande egenrörelse och parallax, finns det fortfarande inga bevis för att paret är gravitationellt bundet.
Primärstjärna är HD 5789, en stjärna i huvudserien av spektralklass B9.5Vnn (λ Boo), där 'n' anger "suddiga" spektrallinjer på grund av snabb rotation. Abt och Morrell (1995) listade den som en Lambda Bootis-stjärna, även om detta är ifrågasatt. Det har en massa av 2,7 solmassor  och roterar snabbt med en projicerad rotationshastighet av 249 km/s. Stjärnan utstrålar 86 gånger mera energi än solen från dess fotosfär vid en effektiv temperatur av 9 977 K.
Den svagare följeslagaren är en huvudseriestjärna av spektralklass A2 Vn. Den har en beräknad rotationshastighet på 270 km/s och en massa som är 2,7 gånger solens massa. Den utstrålar 73 gånger mera energi än solen vid en effektiv temperatur på 9 840 K.